# Lučice (Prijepolje)
Pour les articles homonymes, voir Lučice et Lučica.
Lučice (en serbe cyrillique : Лучице) est un village de Serbie situé dans la municipalité de Prijepolje, district de Zlatibor. Au recensement de 2011, il comptait 162 habitants.

## Démographie
| 1948 | 1953 | 1961 | 1971 | 1981 | 1991 | 2002 | 2011 |
| ---- | ---- | ---- | ---- | ---- | ---- | ---- | ---- |
| 182  | 205  | 194  | 180  | 177  | 178  | 169  | 162  |

|  |